# Veaceslav Gojan
Veaceslav Gojan, född 18 maj 1983, är en moldavisk boxare som tog OS-brons i bantamviktsboxning 2008 i Peking. Han tränar i en klubb i Chişinău.

## Olympiska meriter

### Olympiska sommarspelen 2008
- Huvudartikel: Boxning vid olympiska sommarspelen 2008

| Tävlande        | Viktklass  | Sextondelsfinal        | Åttondelsfinal       | Kvartsfinal          | Semifinal            | Final                |
| Tävlande        | Viktklass  | Motståndare Resultat   | Motståndare Resultat | Motståndare Resultat | Motståndare Resultat | Motståndare Resultat |
| --------------- | ---------- | ---------------------- | -------------------- | -------------------- | -------------------- | -------------------- |
| Veaceslav Gojan | Bantamvikt | Khatsigov (BLR) W +1-1 | Yu (CHN) W 13-6      | Kumar (IND) W 10-3   | Uugan (MGL) L 15-2   | Gick inte vidare     |